# ダミーバルーン
ダミーバルーン (Dummy Balloon) は、日本のアニメ『宇宙戦艦ヤマトシリーズ』や、アニメ『機動戦士ガンダム』シリーズ、アニメ『新世紀エヴァンゲリオン』などに登場する架空の装備。バルーンダミーとも。文字どおり風船を用いたダミーであり、主にかく乱や囮に使用される。作品によって、大きさや造形はさまざまである。

## 『宇宙戦艦ヤマト』に登場するバルーンダミー
アニメ『宇宙戦艦ヤマトシリーズ』に登場する特殊装備の1つ。地球側のみが使用し、その他の勢力が使用している例はない。
第1作目『宇宙戦艦ヤマト』では、主人公メカであるヤマトの姿を模したバルーンダミーが登場した。構造はかなり細部まで表現されているが、ヤマトの艦載機程度の大きさしかない。もっとも宇宙空間では大気の層による遠近感は無いので、レーダーさえ妨害できればかなり有効な囮となり得る。自走可能であり、ヤマトの格納庫内で膨らませ、完成させた状態で発進させていた。古代進には、「かわいいヤマトだねぇ」と評された（『宇宙戦艦ヤマト』第11話）。
その他にも訓練用の標的艦として、ダミー戦艦（ダミー艦）と呼ばれるバルーンダミーが存在する。上記のダミーが膨らませた完成状態で発進させるのに対し、こちらは折りたたんだ状態でカプセルに詰め、ヤマトの艦首魚雷発射管から撃ち出していた。発射後にカプセルが弾け、瞬時に膨らんで使用可能状態となる。大きさは艦載機よりもはるかに大きく、デザインはヤマトとはまったく異なる。各部に航宙灯を装備するが、自力航行可能なのかは判別できない（作中の映像描写では、宇宙を漂っているだけのようにも見える）。劇中では、ヤマト戦闘機部隊「コスモタイガー隊」の対艦攻撃訓練に使用された（『宇宙戦艦ヤマトIII』第4話）。

## ガンダムシリーズに登場するダミーバルーン
アニメ『ガンダムシリーズ』のうち、主に宇宙世紀世界 (U.C.) に補助兵装の1つとして登場する。

### 宇宙世紀におけるダミーバルーン
初登場は『機動戦士Ζガンダム』。敵の索敵を妨害する（無駄撃ちをさせる）ことを目的とした補助兵装で、艦船やMSの姿を模しており、大きさは大体原寸大。特殊な素材にガスを注入して膨らませることで似せた形状を作り、索敵を妨害する。ミノフスキー粒子によるレーダー妨害や赤外線センサー妨害も相俟って、遠くからの視認に対してはかなりの効果がある。岩石ダミーも存在し、これは物理的な妨害（いわゆる隠れ身）の効果がある。
現実世界の2025年現在で確認されている限り、ガンダムシリーズの作中で初めてダミーバルーンが使用されたのは、一年戦争末期のU.C.0079年12月25日に起きたサイド6のリボー・コロニーの内部における戦闘にて、ジオン軍のバーナード・ワイズマン伍長がガンダムNT-1 アレックスを撃破するために煙幕と市販のアドバルーンを組み合わせ、残弾を浪費させる欺瞞用のおとりとして使用したのが、最初の例である（『機動戦士ガンダム0080 ポケットの中の戦争』）。あくまでも現地で市販の風船を利用して製造したものであるため、膨らませるための仕掛けがかさばるなど、兵器として洗練されてはいなかった。
ダミーバルーンが本格的にMS用の欺瞞兵装として登場するのはグリプス戦役（『Ζガンダム』）期からであり、これはこの当時にMS用インターフェースとして普及し始めた全天周囲モニターとも密接に関係している。
第二次ネオ・ジオン抗争（『機動戦士ガンダム 逆襲のシャア』）期に入ると機雷などが装着されて接近戦にも対応されるようになり、アムロ・レイの乗機として活躍したνガンダムもサザビーやヤクト・ドーガなどとの戦闘の際に使用し、絶大な効果を挙げている。また、ザンスカール戦争（『機動戦士Vガンダム』）の頃には推進用ガスの噴射装置を取り付けて簡単な動きを付けられるまでになったため、挙動面からも見分けが付けにくくなっている。
造りは彩色が赤一色であったり細部が荒かったりとかなり簡素だが、中には陽動を目的に細かな彩色と造形を施した精巧な造りのものも存在する。テレビ版『Ζガンダム』ではヤザン・ゲーブル率いる部隊がアーガマのMS隊を引き離すためにマラサイの精巧なダミーを配置しているほか、『逆襲のシャア』でもネオ・ジオン軍がルナツーへ向かう艦隊の一部をダミーバルーンにすり替えることで、地球連邦軍の監視の目をアクシズ攻略艦隊の動きからそらして両者の同時攻略を成功させている。
特殊な例に、ビームガンなどで武装したものも存在する。

### オルタナティブシリーズにおけるダミーバルーン
宇宙世紀以外の世界を舞台とした作品群への登場は非常に少ない。
- 『機動戦士ガンダムSEED C.E.73 Δ ASTRAY』（コズミック・イラ）では、ネロブリッツの装備として登場した。
- 『機動戦士ガンダムAGE』アセム編（アドバンスド・ジェネレーション）では、ガンダムAGE-2の訓練用標的としてガフランを模したバルーンが登場している。

## 実在するダミーバルーン

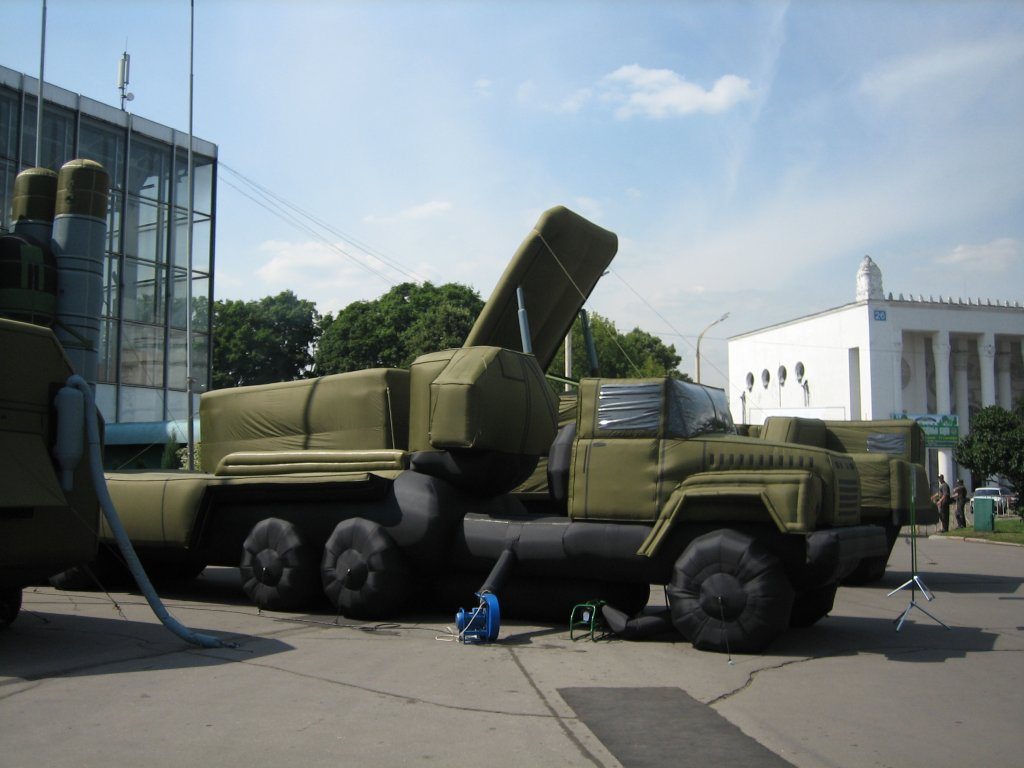
S-300のダミーバルーン

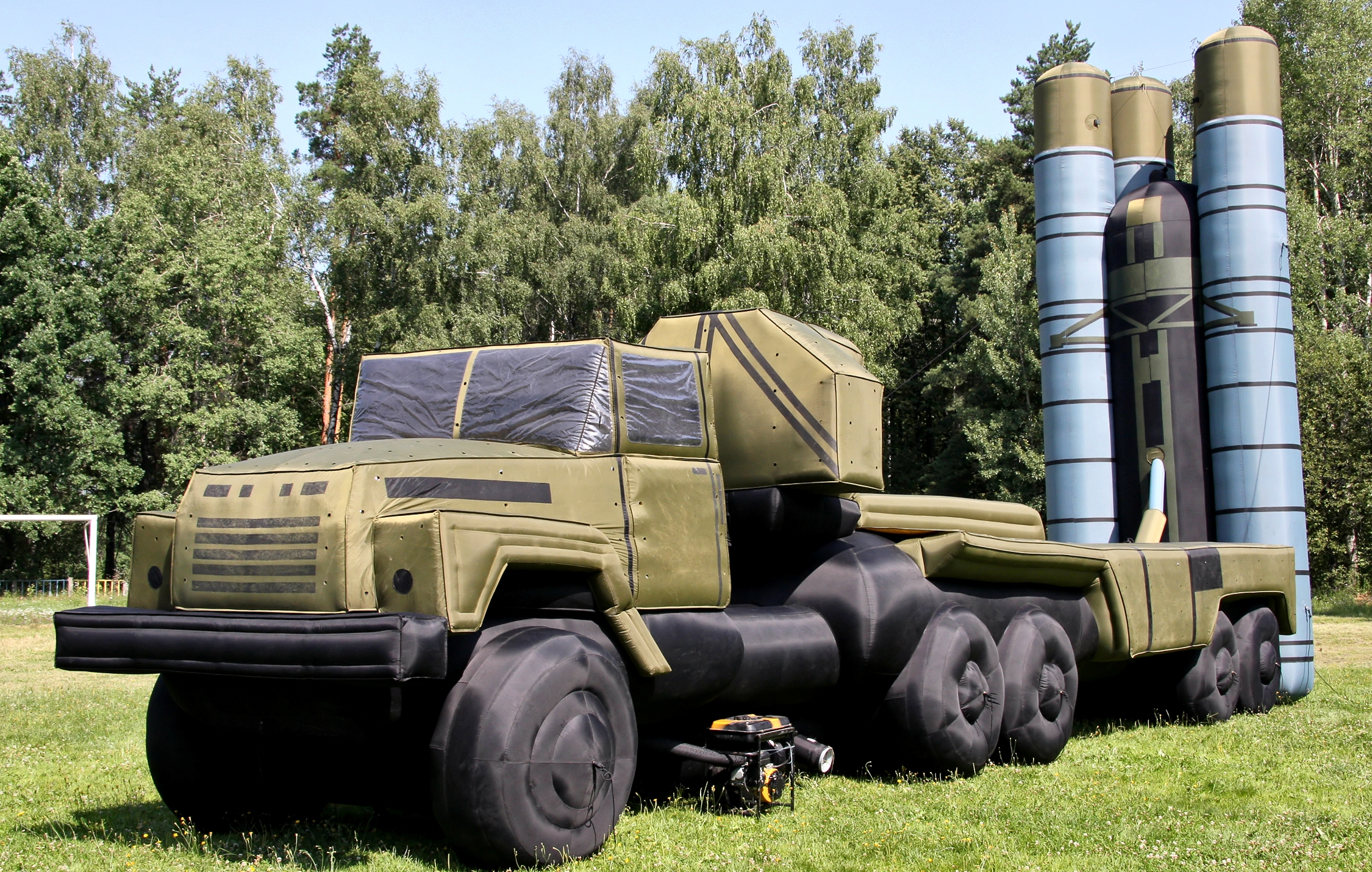
S-300のダミーバルーン

現実にも兵器の実物大ダミーバルーンは存在している。
戦闘機のダミーを飛行場に並べたり、戦車やミサイルのダミーバルーンを並べて部隊の配置を欺瞞する行為は、第二次世界大戦のころから行われている。日本では囮飛行機が利用されていた。
本物と同じ大きさと配色をしており、近年では内部に熱源を持って赤外線センサーを欺瞞するようにしたものや、バルーンに金属皮膜を蒸着させてレーダーに映るようにしたものもある。